# 费利佩·安赫莱斯国际机场
费利佩·安赫莱斯国际机场是于2022年3月21日投运，服务于大墨西哥城都會區的第二座机场。它位于墨西哥州孫潘戈，位居墨西哥城历史中心东北偏北48.8（30英里）处。原名圣卢西亚机场，2021年后则冠以费利佩·安赫莱斯（墨西哥革命中的一位将军）的名字。
工程于2019年10月17日开工，在停工令解除之后，工地举行象征性的开工仪式并播放了简短的视频。一期工程计划设置两条跑道和一个航站楼，最终于2022年3月21日按期竣工。该机场由接收机场收入的国防秘书处运营。
按占地面积来算，它是墨西哥州最大的机场暨该国第三大机场（仅次于墨西哥城国际机场和坎昆国际机场）。同时机场计划将成为墨西哥最大的货运机场。

## 历史

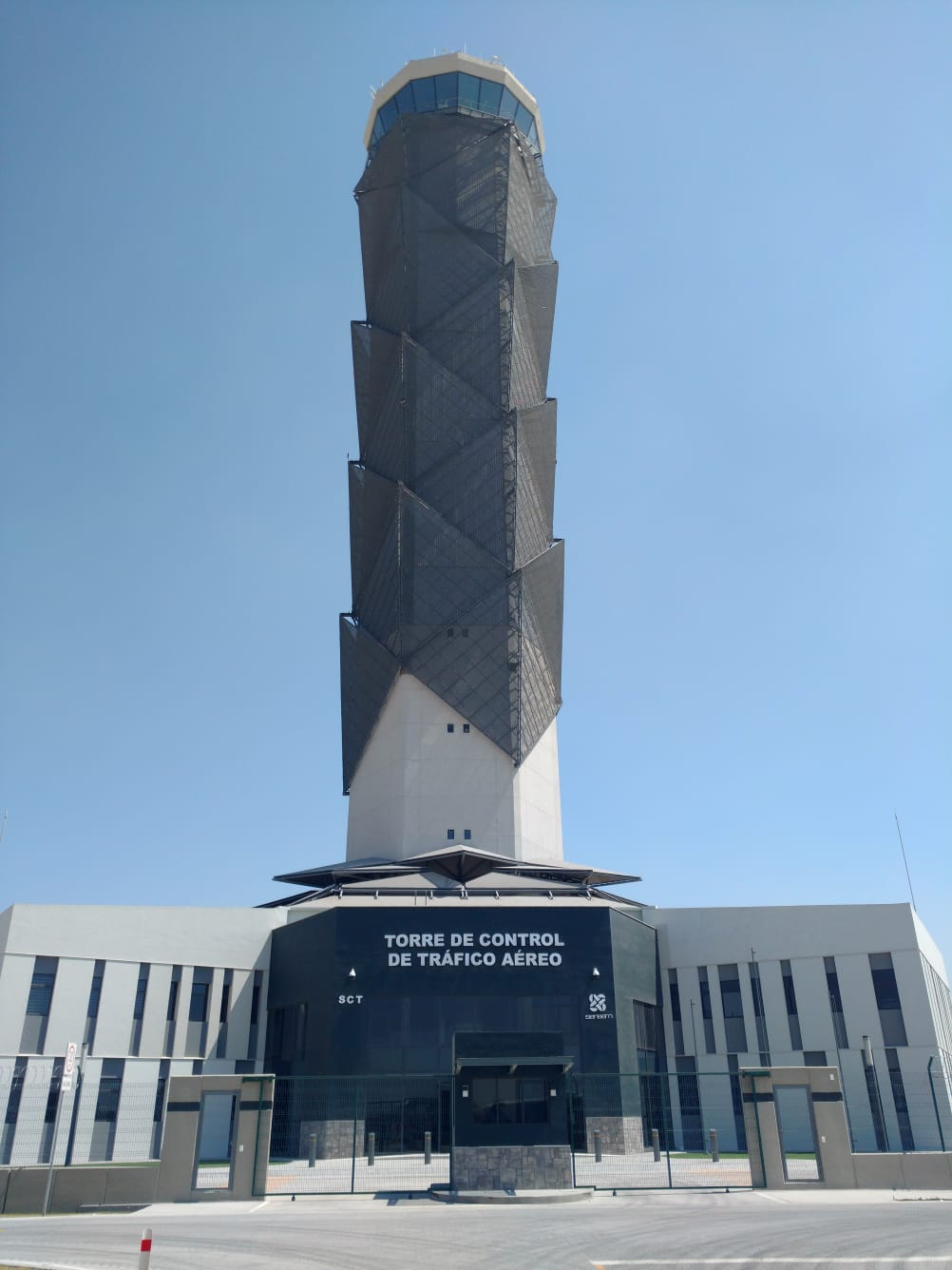
机场塔台

### 背景
因搬迁巴尔布埃纳军用机场，圣卢西亚空军基地于1952年部分启用。该机场于1952年11月24日全面启用（此时为米格尔·阿莱曼·巴尔德斯的总统任期）；然而巴尔布埃纳的飞机直到1959年才全部转场到圣卢西亚。它拥有一条长3780米、宽75米的跑道，为当时墨西哥最宽的跑道。机场以“阿尔弗雷多·莱扎马·阿尔瓦雷斯将军”冠名以纪念他的指挥官生涯（1961年至1964年）。
2018年3月，作为总统竞选活动的一部分，当时总统候选人安德烈斯·曼努埃尔·洛佩斯·奥夫拉多尔提议私有化新墨西哥城國際機场或将圣卢西亚空军基地扩建为民用机场，最终倾向于采用后者。
2018年10月上半月，已经成为墨西哥总统的洛佩斯·奥夫拉多尔提议由阿图罗·罗森布鲁斯基金会和部分公民就机场问题组织全民协商。咨询期间传出了一些争议。 2014年颁布的一项法律将机构调查列为公民参与民主的一种形式，但结果不具有法律效力，参与该过程的人可以选择是否愿意继续随着 NAICM 的构建或中断它。结果有利于圣卢西亚的建设，31万463人（占二成九）支持扩建在特斯科科的既有机场，74.7万人（占六成九）支持在圣卢西亚新建机场。

### 建造
2019年4月24日，墨西哥总统安德烈斯·曼努埃尔·洛佩斯·奥夫拉多尔宣布新机场的将于2019年4月29日开工。6月12日，一名法官下令停止施工直至完成环评及考古工作。环境与自然资源秘书处于 2019 年7月17日宣布批准新航站楼建设计划。机场于2019年10月17日正式开工建设。总统洛佩斯·奥夫拉多尔表示，施工相关信息将在未来几天内公布，并表示项目透明度为一大关键。
该机场主要供低成本航空公司和货运航空公司使用，以疏解墨西哥城国际机场的客流。墨西哥建筑师弗朗西斯科·冈萨雷斯·普利多和古斯塔沃·瓦列霍将军负责机场设计。总体规划由Groupe ADP负责，空域通航性研究由空客子公司NAVBLUE进行  。墨西哥谷将是该国第一个使用列装基于性能之导航系统的地区，此举将允许费利佩·安杰莱斯国际机场、墨西哥城国际机场和托卢卡国际机场可同时运营，不会发生空域冲突。
至少有两百具猛犸象遗骸在沙尔托坎湖遗迹上新建航站楼时被发现。大多数新发现的猛犸象很可能在被古湖中的泥土活埋或被其他动物杀害。此外没有任何导致施工中止的情况。
施工在2019冠状病毒病大流行期间未曾中断。尽管保持社交距离并采取其他措施降低感染风险，但迄2020年6月9日，施工现场通报了至少四例确诊病例，37宗疑似病例和三宗死亡病例。
洛佩斯·奥夫拉多尔总统于2021年2月10日从墨西哥城贝尼托·华雷斯国际机场乘飞机进行了15分钟的空军首航飞行。陪同他的有路易斯·克雷森西奥·桑多瓦尔·冈萨雷斯（SEDENA）、克劳迪娅·辛鲍姆（墨西哥城政府首脑）、阿尔弗雷多·德尔·马佐（墨西哥州州长）、奥马尔·法耶德（伊达尔戈州长）、阿图罗·扎尔迪瓦尔（最高院）、多洛雷斯·帕迪尔纳（众议院副议长）和何塞·拉斐尔·奥赫达·杜兰（SEMAR）。
机场的第一个航站楼和两条跑道于2022年3月21日投运。首航航班为从瓜达拉哈拉飞往圣卢西亚的愉快空巴3280号航班。

## 交通连接

### 铁路
2020年3月19日确定将Tren Suburbano通勤铁路的服务区段延长23公里，该服务将从莱切里亚站分出，向东北方向一路行驶，最终接入机场。项目计划在2023年6月完成。

### 公车
Mexibús快速公交一号线将连接机场客运航站楼站和墨西哥城地铁阿兹特克城站，并在机场开放时开通机场接驳服务。 Mexibús四号线未来也将延伸至机场，并在绿印第安人站提供接驳服务。

### 机动车
机场的主要机动车入口之一将是与墨西哥外环路互连，里程约为4.5公里的一条道路。一条双向六车道宽阔道路将在短时间内提供高效率的换乘，道路中央还有猛犸象雕塑。该开发项目将公交与私人交通相结合。

## 航空公司和航点

### 客运
| 航空公司           | 目的地 |
| ------------------ | --- |
| 墨西哥國際航空     | 坎昆、瓜达拉哈拉                                                                                           |
| 墨西哥国际连接航空 | 阿卡普尔科、梅里达、蒙特雷、瓦哈卡、巴亚尔塔港、韦拉克鲁斯                                                 |
| Arajet             | 亚美利加                                                                                                   |
| 委內瑞拉聯合航空   | 玻利瓦尔                                                                                                   |
| 巴拿馬航空         | 托库门 |
| 愉快空中巴士航空   | 阿卡普尔科、坎昆, 瓜达拉哈拉、哈瓦那、蒙特雷、瓦哈卡、埃斯孔迪多港                                         |
| 沃拉里斯航空       | 坎昆、瓜达拉哈拉、瓦图尔科, 拉巴斯、梅里达, 墨西卡利、瓦哈卡、埃斯孔迪多港、巴亚尔塔港、圣荷西卡波、蒂华纳 |

### 货运
机场运营初期只有联盟货运航空在该机场营运飞往蒂华纳的定期货运航班，于2022年9月1日开航。墨西哥联邦政府要求所有在墨西哥城国际机场运营的货运航班需于2023年7月转至本场运营。
| 航空公司     | 目的地                         |
| ------------ | ------------------------------ |
| 联盟货运航空 | 洛杉矶国际机场、蒂华纳国际机场 |
| 绝佳货运航空 | 墨西哥全境                     |